# 川﨑聡大
川﨑 聡大（かわさき あきひろ）は、日本の発達神経心理学者、立命館大学産業社会学部教授。主に小児の言語発達やディスレクシアの研究を行っている。

## 経歴
岡山大学を卒業後、兵庫教育大学大学院を修了。療育センターにおいて言語コミュニケーション指導に従事した後、大学病院に勤務し、言語および心理臨床に携わる。2006年、岡山大学大学院において博士（医学）を取得。博士論文のタイトルは『GJB2遺伝子変異により高度難聴を来たした人工内耳装用児の言語発達における高次脳機能評価の有用性』である。
その後、富山大学、東北大学大学院での勤務を経て、2023年より立命館大学産業社会学部人間福祉専攻の教授を務めている。

## 受賞
- 2014年（平成26年）日本コミュニケーション障害学会　第17回学会発表奨励賞「児童のRey 複雑図形テストの尺度構成の検討と書字との関連― 主成分分析結果に基づいた新たな採点法の検討―」（荻布優子との共同研究）[5]
- 2015年（平成27年）日本教育情報学会学会賞 論文賞「学校現場における支援機器の導入ならびに適切な利用と選定のための実態調査」（教育情報研究第30巻第3号掲載）（野尻智之との共同研究）[6][7]
- 2019年（令和元年）兵庫教育大学　嬉野賞[8]
- 2023年（令和5年）日本ストレスマネジメント学会　第21回学術大会 実践領域奨励賞（基礎・医療部門）「背外側前頭野や自立神経活動に及ぼす背景色・フォントの影響―環境調整によるストレス軽減効果の客観的検証に向けた予備的検討―」（奥村智人・荻布優子・渡部綾一との共同研究）[9][10]

## 著書
- 発達障害の子どもに伝わることば (SB新書)
- 発達障害の子が羽ばたくチカラ 気になる子どもの育ちかた（KADOKAWA）
- ディスレクシア・ディスグラフィアの理解と支援: 読み書き困難のある子どもへの対応（学苑社）
- [中学校] 通級指導教室担当の仕事スキル（明治図書）

## メディア掲載
記事
- 毎日小学生新聞『話題　専門家おすすめ文具（その1）ノートの悩み、ありませんか？』（2021年10月22日）[11]
- 毎日小学生新聞『話題　専門家おすすめ文具（その2）書くのが苦手な人　少しの工夫で楽に』（2021年10月22日）[12]
- 東洋経済オンライン『発達障害の子どもとの対話で大人が陥る落とし穴 - そのコミュニケーションは大人が楽になるだけでは？』（2024年10月8日）[13]
- 東洋経済オンライン『デジタルメディアは発達障害の原因になるのか - ｢デジタルがいい悪い｣議論より重要なことは？』（2024年10月15日）[14]
- 東洋経済オンライン『子どものことばを育てるのに本当に必要なこと - ｢ことばのシャワーを浴びせる｣ のが正解ではない』（2024年10月21日）[15]
- 朝日新聞『気になる「言葉の遅れ」単純な「言葉のシャワー」は悪影響も　子どもがどれだけ理解できているか観察して』（2024年11月7日）[16]
- 東洋経済education × ICT編集部『「発達障害者の声」反映したノート、ヒットのなぜ 「まほらノート」子どもたちのために学習帳も開発』（2025年2月21日）[17]

雑誌
- 『聴能言語学研究　16巻3号』（1999年12月）
  - 事例報告 不随意運動に伴い発話明瞭度に変化が認められたParkinson病患者の1例:その訓練経過から
- 『ろう教育科学』（2001年10月）
  - 人工内耳装用児一事例における聴覚学習効果
- 『小児の精神と神経　167号』（2005年6月）
  - 症例 発達性読み書き障害児1例の漢字書字訓練
- 『言語聴覚研究　3巻2号』（2006年7月）
  - 読み書き障害を認めた軽度知的発達障害児一例--障害機序に応じた訓練法とその効果の検証
- 『研究助成論文集　43号』（2007年）
  - 聴覚障害児における書字・読字発達に必要とされる認知機能評価法の確立--ベントン視覚記銘力検査を用いた発達性読み書き障害児早期検出のためのスクリーニング検査の作成に向けて
- 『小児の精神と神経　174号』（2007年3月）
  - シンポジウム 学習障害と遺伝子変異 （第96回［日本小児精神神経］学会特集号"軽度発達障害児のコミュニケーション能力をあげる"）
- 『言語聴覚研究　5巻1号』（2008年3月）
  - 右側頭-頭頂葉に局所脳血流量の低下を示した聴覚情報処理障害小児例
- 『言語聴覚研究　5巻2号』（2008年7月）
  - 学齢期に読み書き障害が顕在化したクモ膜嚢胞開放術後の一例--乳幼児期早期にシャント術を施行した児の長期フォローアップ経過から
- 『富山大学人間発達科学部紀要　4巻1号』（2009年）
  - 軽度知的発達遅滞を伴う自閉性障害児に対する統語訓練効果とコミュニケーション能力への般化の検討--質問-応答関係検査をコミュニケーション能力の指標として
- 『とやま特別支援学年報　3巻』（2009年10月）
  - 覚醒下言語野マッピングでの言語機能局在の同定について--脳腫瘍摘出時における覚醒下言語野マッピングの現状と課題
- 『とやま発達福祉学年報　1巻』（2010年5月）
  - 鼻咽腔閉鎖機能の低下が発話明瞭度・効率に及ぼす影響--成人期の介入で「しゃべりやすさ」の改善が可能であった先天性鼻咽腔閉鎖不全症疑いの一例から
- 『とやま発達福祉学年報　2巻』（2011年5月）
  - 発達障害との真の共生を実現するために必要な支援と教育 : 発達性読み書き障害に対するトップダウン、ボトムアップ両面からのアプローチ
- 『とやま発達福祉学年報　3巻』（2012年5月）
  - 学習到達度に影響を及ぼす学習モダリティーや言語ドメインの検討 : 学力を目的変数とし学習モダリティーを説明変数として行った重回帰分析結果から，在宅復帰後の失語症者に対するコミュニケーションノートの導入と家族支援の検討
- 『言語聴覚研究　9巻3号』（2012年11月）
  - 流暢性の向上を目指した発達性dyslexia児一例のひらがな書字指導経過
- 『教育実践研究 : 富山大学人間発達科学研究実践総合センター紀要　7号』（2013年1月）
  - 通常小学校において理解と活用が望まれる発達性読み書き障害児への支援の在り方 : 発達性dyslexia児に対する大学教育相談を通じて
- 『とやま発達福祉学年報　4巻』（2013年5月）
  - 小脳性無言症の障害機序と予後に関する一考察 : 小脳髄芽腫術後に無言症を呈した児の言語訓練経過から
- 『教育情報研究　30巻3号』（2014年）
  - 学校現場における支援機器の導入ならびに適切な利用と選定のための実態調査
- 『コミュニケーション障害学　31巻1号』（2014年4月）
  - 学齢期における遠見視写力の発達経過および語彙力・書字正確性への関与
- 『とやま発達福祉学年報　5巻』（2014年5月）
  - 富山県の通級指導教室の現状と課題
- 『眼鏡学ジャーナル　18巻1号』（2014年8月）
  - 小学生用視知覚検査の発達的変化 : WAVES (Wide-range Assessment of Vision-related Essential Skills)の標準化に向けて
- 『LD研究』（2015年5月）
  - 地域におけるLD支援,地域にある大学・研究機関の果たす役割 : 学習状況,意欲,基礎的学習スキルに関する最新の知見から（第23回大会特集 より効果的な支援をめざして : 学習支援から問う特別支援教育 ; 大会企画シンポジウム 地域におけるLDへの支援）
- 『教育情報研究　32巻3号』（2016年）
  - 基礎的学習スキルと学力の関連
- 『コミュニケーション障害学　33巻1号』（2016年4月）
  - S-S法(国リハ式言語発達遅滞検査)を用いた言語発達遅滞児の評価
- 『小児の精神と神経　213号』（2017年1月）
  - ペアレント・トレーニングのためのスタッフ養成研修の効果 : 応用行動分析学の知識の獲得とその応用力の向上
- 『アスペハート　45号』（2017年3月）
  - 学習面(読み書き)で気になる子（特集 事例から学ぶ アセスメントから支援計画まで ; 児童期・青年期編）
- 『児童心理学の進歩　56巻』（2017年6月）
  - 8章　ディスレクシア
- 『教育オーディオロジー研究　12巻』（2018年）
  - 聴覚障害児童の日本語読み能力評価と学習到達度に関する検討
- 『宮城教育大学情報処理センター研究紀要 : COMMUE　25号』（2018年）
  - 授業時の心拍数計測を用いた授業改善方法の提案
- 『奈良学園大学紀要　9巻』（2018年10月）
  - 発達障害の病理的背景 : 限局性学習症の診断評価の観点から，自閉症スペクトラム障害における感覚過敏の生理・病理学的背景 : 聴覚情報処理に着目して，教育アセスメントにおけるICT活用の実態 : 特別支援教育の実態を通じて
- 『東北大学大学院教育学研究科研究年報　67巻1号』（2018年12月）
  - 漢字読み書きに困難さを示したボーダーラインの知的発達の児に対する漢字読み指導 : 漢字の音読力と語彙力の関係に注目して
- 『日本教育工学会論文誌　43』（2019年）
  - 児童期の読解モデルの構築とその妥当性の検証
- 『総合リハビリテーション　47巻3号』（2019年3月）
  - 聴覚言語性記憶を活用した学習障害児童に対する漢字書字指導が学習過程および情報処理過程において果たす役割 : 単一事例実験計画法に基づいた実験的検証から
- 『バイオメディカル・ファジィ・システム学会誌　21巻1号』（2019年5月）
  - 児童期におけるRey-Osterrieth Complex Figure Testの発達経過とその尺度構成の検討，クロノタイプが課題遂行に及ぼす影響 : 夜型傾向者が朝に活動することは真に非効率的か?
- 『東北大学大学院教育学研究科研究年報　67巻2号』（2019年6月）
  - 根拠に基づいたディスレクシアの実態理解 : 言語障害臨床の到達点と課題
- 『言語聴覚研究　16巻2号』（2019年6月）
  - 失語症状を伴う症例に対する術中覚醒下言語野マッピングの1例 : 術前に超皮質性感覚失語を呈し言語症状の変動が顕著であった神経膠腫1例の経験から
- 『奈良学園大学紀要　11巻』（2019年9月）
  - 児童期におけるRey-Osterrieth Complex Figure Test成績と書字正確性の関係に関する探索的研究，ビデオ中継を用いた遠隔地の授業へのフィードバックの試み
- 『日本補完代替医療学会誌　16巻2号』（2019年9月）
  - Evaluation and Interpretation of 9 Body Constitution Scores of CCMQ-J by Seven Independent Questionnaires，クラウドソーシングを活用した日本全体のCCMQ-J問診票調査における最適グループ数とその体質特性
- 『東北大学大学院教育学研究科研究年報　68巻1号』（2019年12月）
  - 児童を対象とした漢字読み書き正確性に関する新たな評価指標作成の試み
- 『東北大学大学院教育学研究科先端教育研究実践センター年報　20号』（2020年3月）
  - プロジェクト研究 非認知的能力が学習到達度に及ぼす影響 : トレイルメイキングテストを用いた児童期における実行機能評価の試み
- 『バイオメディカル・ファジィ・システム学会誌　22巻1号』（2020年5月）
  - 授業評価場面におけるfNIRS (functional Near-InfraRed Spectroscopy)を用いた評価者の思考過程解明のための予備的研究
- 『東北大学大学院教育学研究科研究年報　68巻2号』（2020年6月）
  - 学習困難を呈する児童生徒の語彙力と読み書きスキルの関係性 : 日本版KABC-Ⅱ習得検査を指標としたモデル構築と妥当性の検討
- 『東北大学大学院教育学研究科研究年報　69巻1号』（2020年12月）
  - 新しい社会様式に対応したウィズ・コロナ下でのICTを活用した学術講演会の在り方 : 第46回日本コミュニケーション障害学会学術講演会オンライン開催経験から
- 『コミュニケーション障害学　38巻1号』（2021年4月）
  - 教育評価の視点から読み書き困難の支援を再考する : 読み書き困難に関する研究の現状と課題（第46回日本コミュニケーション障害学会学術講演会特集 ; シンポジウム 学習言語を支援する）
- 『バイオメディカル・ファジィ・システム学会誌　23巻1号』（2021年6月）
  - 認知的対処方略の採用傾向とアイデンティティ及び自己受容との関連
- 『日本教育工学会論文誌　46』（2022年）
  - 簡易脳波計による課題遂行時の脳波の変化と自律神経活動の関連の検討
- 『ストレスマネジメント研究　18巻2号』（2022年）
  - COVID-19感染拡大下におけるASD傾向と精神的健康の関連 : 予防行動,感染危機意識の観点から
- 『総合リハビリテーション　50巻11号』（2022年11月）
  - 読み書き障害（特集 言語障害のリハビリテーション）
- 『東北大学大学院教育学研究科研究年報　71巻1号』（2022年12月）
  - 本邦における幼児吃音への対応と自然治癒要因についての研究動向
- 『日本教育工学会論文誌　47』（2023年）
  - COVID-19流行下における大学生のスマートフォン行動嗜癖自己評価尺度の尺度構成の再検証
- 『認知神経科学』（2023年3月）
  - 視覚と触覚を用いた多感覚学習によるRey-Osterrieth複雑図形検査の視覚性記憶促進作用について
- 『世界　968号』（2023年4月）
  - 学びに困難を抱えた子どもたち : 発達障害と向き合う（特集 学校 息苦しさからの脱却）
- 『東北大学大学院教育学研究科研究年報　71巻2号』（2023年6月）
  - 漢字書字の習得に困難さがある児童生徒の評価と指導に関する研究動向 : 教育領域における漢字書字の評価と指導の状況把握
- 『小児の精神と神経　240号』（2023年10月）
  - 就学直後に学習場面への強い抵抗感を呈した読み書き困難児童に対するひらがな読み指導の経過
- 『特殊教育学研究　254号』（2023年11月）
  - 「正しく整った文字」を書くことは学力に関連するか : 2種の漢字採点基準における書き成績と学力との関係の比較
- 『奈良学園大学紀要　16巻』（2023年12月）
  - 中学生を対象とした漢字読み書き正確性に関する新たな指標作成の試み
- 『言語聴覚研究　21巻1号』（2024年3月）
  - 幼児吃音の実行機能に関する研究の文献レビュー
- 『LD研究　33巻3号(通号98) 』（2024年8月）
  - 読み書きが困難な子供をもつ親への親支援プログラムの効果
- 『週刊教育資料　1774号』（2024年12月16日）
  - 自著を語る 先生は「分かるように話す」「分かるように聞く」を心がけてほしい 発達障害の子どもに伝わることば